# Cuillin

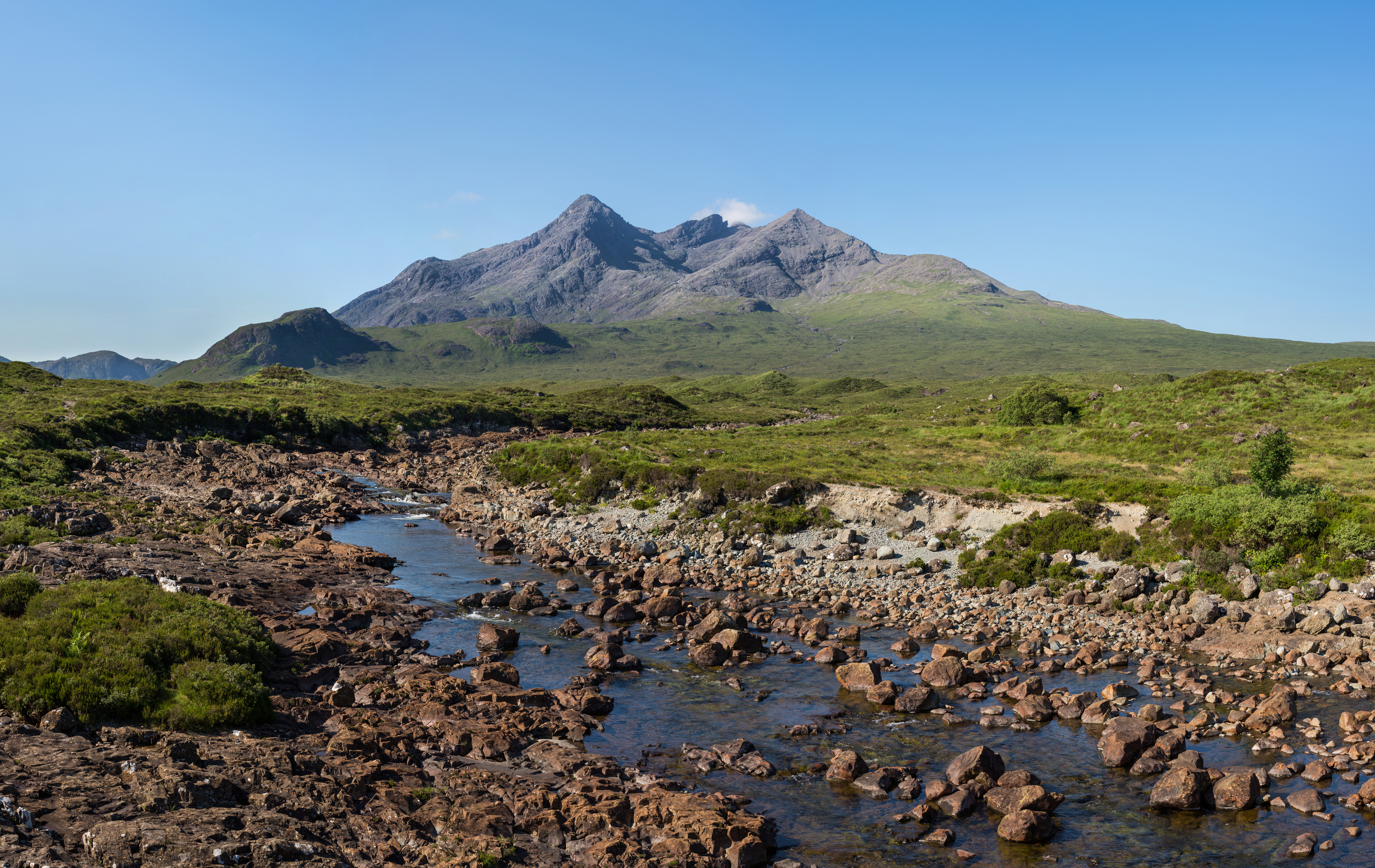
Sgurr nan Gillean.

Las Cuillin (Gaélico escocés: An Cuilthionn o An Cuiltheann) son una cadena de montañas rocosas en su mayoría irregulares en la Isla de Skye en Escocia. La cresta principal de Cuillin también se llama Black Cuillin para distinguirla de Red Cuillin (na Beanntan Dearga), que se encuentran al este de Glen Sligachan.
El punto más elevado de las Cuillin, y de la isla de Skye, es Sgurr Alasdair en la Cuillins Negras con 992 m (3255 ft).

## Historia

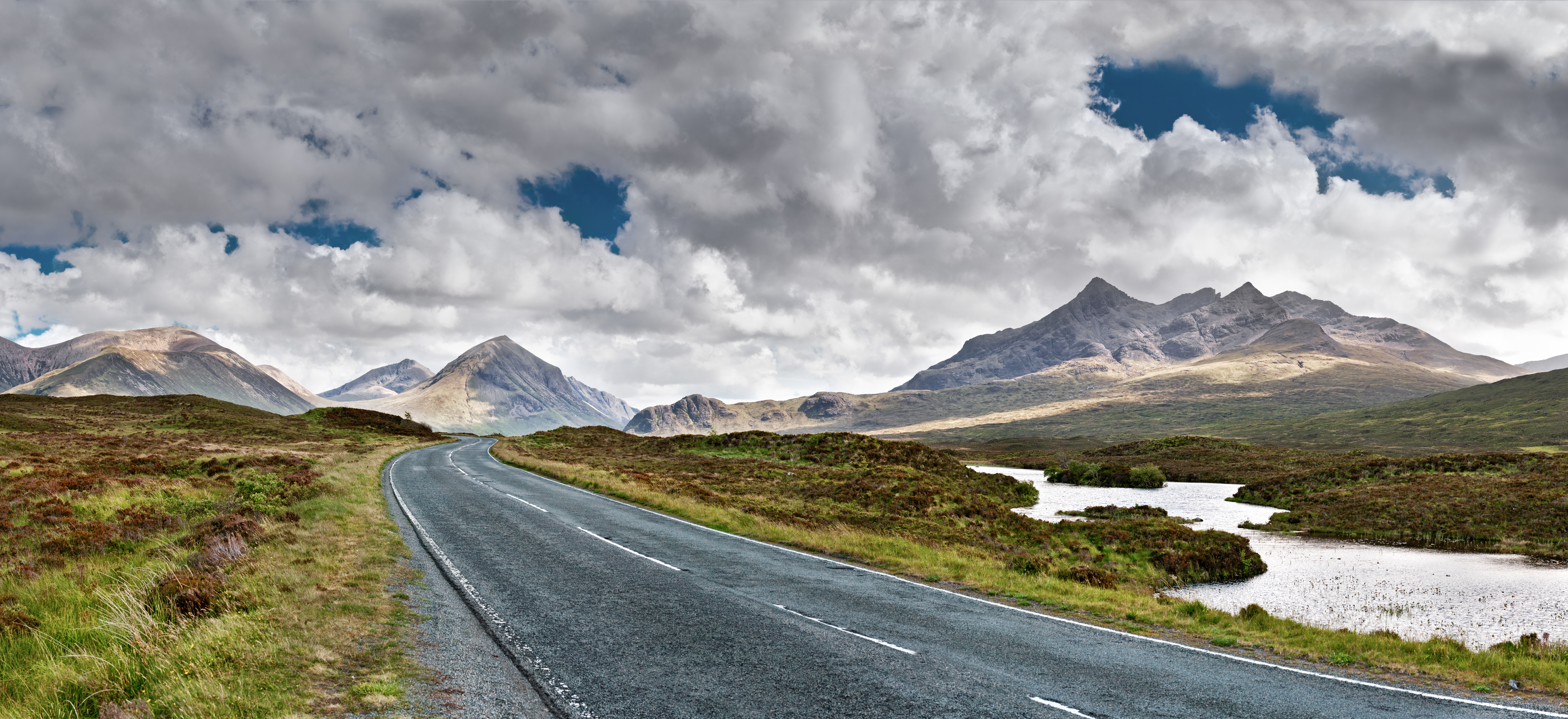
Vistas de las montañas Cuillin en la A863 hacia Sligachan en la Isla de Skye, Escocia.

Debido a la naturaleza rocosa de los Cuillin, históricamente han sido de poca utilidad para la agricultura: esto contrasta con la mayoría de las tierras altas, donde las colinas se utilizaban para proporcionar pastoreo estacional para ganado vacuno y ovino. A pesar de la falta de presencia humana anterior en las colinas, hay mucha evidencia de asentamientos históricos en las cañadas circundantes, con círculos de cabañas prehistóricas encontrados en Glenbrittle, y un círculo de piedras identificado en Glen Sligachan. Rubha an Dùnain, una península deshabitada al sur de la cresta principal, tiene una variedad de sitios arqueológicos que datan del Neolítico en adelante. Hay un mojón con cámaras del segundo o tercer milenio a. C., un fuerte promontorio de la Edad del Hierro y los restos de otro asentamiento prehistórico que data de la Edad del Bronce cercano. Loch na h-Airde en la península está unido al mar por un canal artificial "vikingo" que puede datar del período posterior del asentamiento nórdico.
Los nórdicos dominaron las Hébridas desde el siglo IX hasta después del Tratado de Perth en 1266. En el período post-nórdico, los clanes más poderosos de Skye eran el Clan MacLeod, originalmente con sede en Trotternish, y el Clan Macdonald de Sleat. Tras la desintegración del Señorío de las Islas, los Mackinnon también emergieron como un clan independiente, cuyas importantes propiedades en Skye se centraban en Strathaird. Los MacDonald y los MacLeod eran rivales acérrimos, y dos batallas importantes de este período se libraron entre los clanes en Harta Corrie y Coire Na Creich en Cuillin:
- En 1395 una fuerza de los miembros del clan MacDonald desembarcaron en Loch Eynort y se dirigieron al norte a lo largo de Glen Sligachan, con la intención de invadir MacLeod tierra.[9] Fueron recibidos por una fuerza de MacLeods en Harta Corrie, abajo Sgùrr nan Gillean a la cabeza de Glen Sligachan.[10] La batalla fue una victoria para los MacDonald, quienes "lucharon todo el día hasta que no quedó ni un Macleod, y los cuerpos de los muertos se amontonaron alrededor de la base de una enorme roca, coronada por un Serbal árbol y todavía llamada la 'Piedra Sangrienta'" según MEM Donaldson.[11]
- El Batalla de Coire Na Creiche, el último Clan escocés la batalla se libró en Skye, se libró en las laderas de abajo Bruach na Frìthe, cerca de la cabecera de Glenbrittle en 1601. Los MacDonald de Sleat derrotaron a los MacLeod después de una amarga disputa.[12]

Boswell y Johnson visitaron Skye durante su gira por las Islas Occidentales en 1773 y observaron nevar en las cumbres de la cordillera en septiembre. Boswell describió los Cuillin como "una prodigiosa cadena de montañas, coronada por rocas como pináculos en una extraña variedad de formas".
Excepcionalmente para un grupo de montañas escocesas, no hay registros de que la mayoría de las cumbres de Cuillin hayan sido escaladas antes del inicio del montañismo como actividad de ocio en la época victoriana, una situación que se refleja en el hecho de que alrededor de la mitad de las cumbres no tenía ningún nombre registrado antes de este período, aunque existían nombres para corries y otras características. Muchas de las cumbres llevan el nombre de los primeros escaladores como John MacKenzie (Sgùrr MhicChoinnich), Alexander Nicolson (Sgùrr Alasdair) y Norman Collie (Sgùrr Thormaid).

## Cuillins Negras
Las Cuillins Negras están compuestas principalmente por basalto y gabro, siendo esta última una roca ígnea muy dura que consigue un agarre soberbio para los montañeros. Es del color oscuro del gabro de donde toman su nombre las Cuillins Negras. Las cimas de las Cuillin son roca desnuda, recortadas en el horizonte y con escarpados precipicios y hondos barrancos. Los doce munros de Skye se son picos de las Cuillins Negras, aunque uno de ellos, el Blaven es parte de un grupo de desplazadas separadas de la cordillera principal por Glen Sligachan.
El montañero puede acceder a casi todos los picos individuales por sus rutas más fáciles. Sólo el Inaccessible Pinnacle ("Pináculo Inaccesible") es una roca que hay que subir escalando con un nivel moderado en su vía más sencilla, pero otras cumbres requieren ciertas habilidades de ascenso en roca.
No hay ninguna fuente de agua en la cadena, lo que significa que toda el agua debe llevarse consigo.

## Travesía de las Cuillins Negras

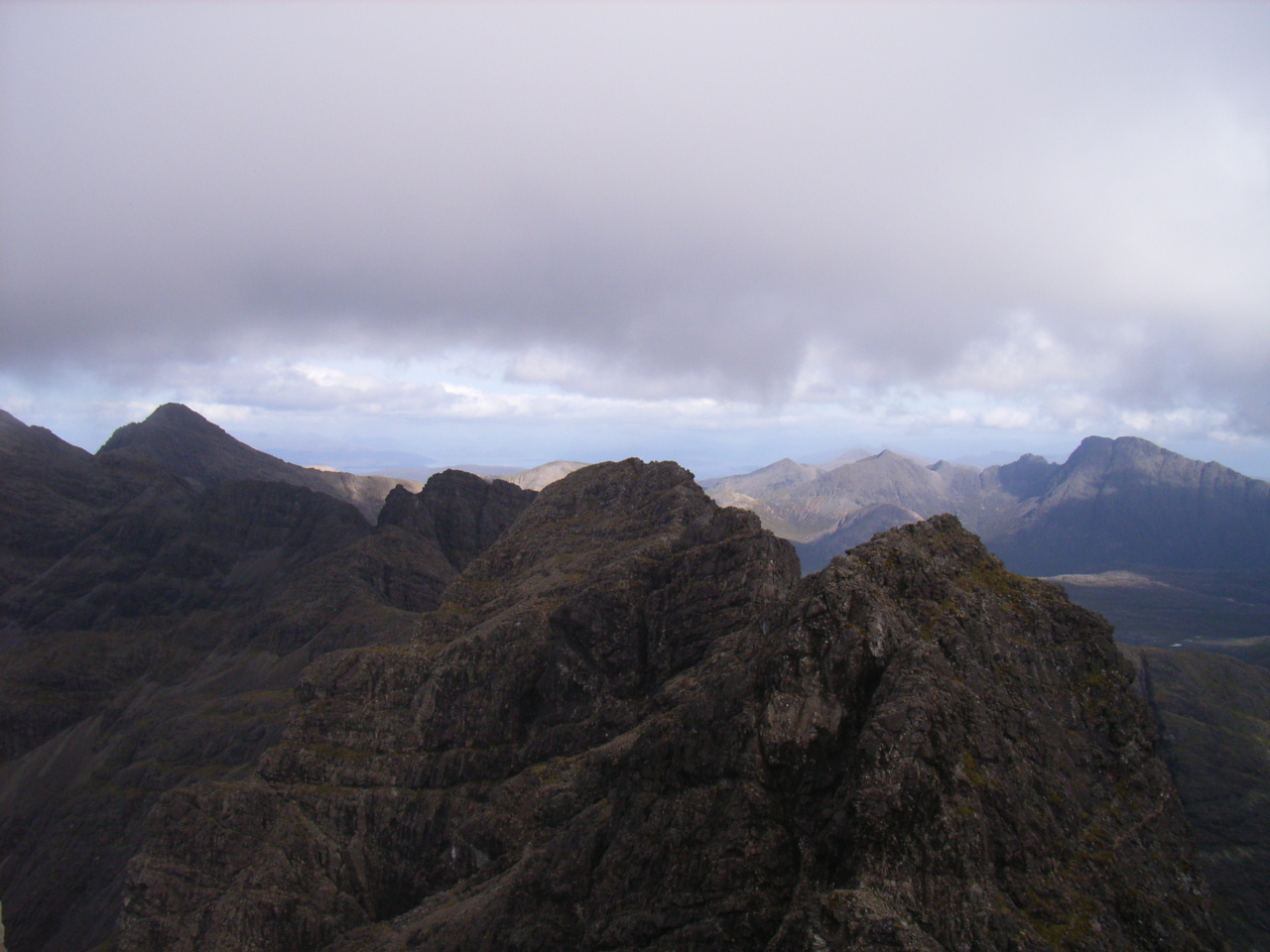
Sobre la sierra Cuillin.

Además de ascender los picos individuales, hay un desafío que consiste en atravesar toda la sierra. Aunque sólo tiene 7 millas de largo, la travesía media es probable que lleve entre 15 y 20 horas desde el nivel del mar en Glenbrittle al bar del Hotel Sligachan debido a la dificultad del terreno y problemas a la hora de encontrar la ruta. La primera travesía documentada en menos de 24 horas fue en 1911 por L Shadbolt y A McLaren. El récord para la travesía integral, establecido por Es Tresidder en mayo de 2007, está fijado en 3 horas y 17 minutos (aunque este tiempo es desde Gars-bheinn a Sgurr nan Gillean y no incluye el ascenso inicial desde Glenbrittle o el descenso final a Sligachan).
Una travesía más larga de las Cuillins Negras (incluyendo todos los munros, aunque omitiendo algunos gabros excéntricos) es la Gran Travesía; esto implica seguir hasta Clach Glas y Blaven. Esta travesía fue realizada independientemente por primera vez por dos partidas, en el verano de 1939, con I Charleson y W Forde reclamando ambos precedencia sobre W. H. Murray & R G Donaldon unas semanas más tarde. - (véase el libro de Bill Murray para detalles de esta travesía).
En muchos sentidos, la experiencia montañera más radical del Reino Unido es la travesía integral en condiciones invernales. La posición de la isla de Skye en la templada corriente del Golfo hace raras las genuinas condiciones invernales, y los días de invierno muy cortos probablemente hacen impracticable una travesía de 24 horas. La primera documentada, a lo lartgo de dos días, fue en 1965 por D Crabbe, B Robertson, T Patey y H MacInnes. 
La Cuillin es quizás la única cadena montañosa del Reino Unido en aproximarse en sus crudos escarpes (aunque no por supuesto en altura) a la experiencia de montaña de cadenas como los Alpes o las Rocosas.

## Las Colinas Rojas

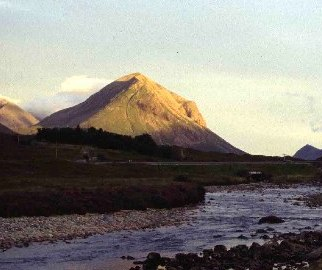
Marsco en las Colinas Rojas

Las Colinas Rojas (Am Binnean Dearg en gaélico escocés) son a veces conocidas como las Cuillins Rojas aunque este no es un nombre local. Están compuestas principalmente de roca granítica que es más clara que el gabro (con un tinte rojizo desde algunos ángulos bajo cierta luz) y con el tiempo se han erosionado para adquirir formas más redondeadas con la vegetación cubriendo el nivel de las cimas y largas laderas de pedreras en sus flancos.
El punto más alto de las colinas es Glamaig, una de las dos únicas Corbetts en Skye (la otra es Garbh-bheinn, parte del pequeño grupo de gabros excéntricos que rodean Blaven).

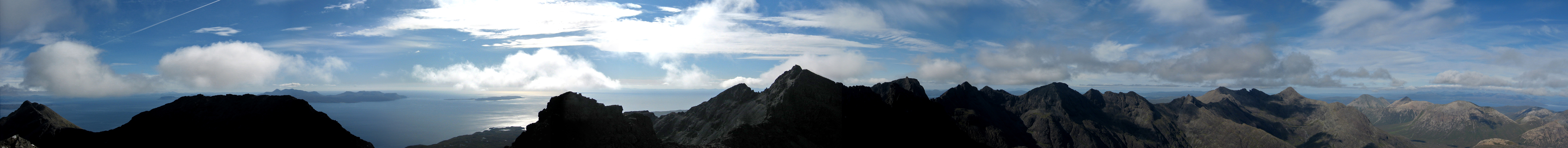
Panorama de las Cuillins negras y rojas desde Dubh Mor.

## Principales picos
Aquí están ordenados los munros, corbetts y grahams de las Cuillin. La lista excluye picos como Clach Glas que en montañismo/senderismo carecen de significado.
|    | Pico                                | Altura absoluta (m) | Altura relativa (m) | Cuillin                    |
| -- | ----------------------------------- | ------------------- | ------------------- | -------------------------- |
| 1  | Sgurr Alasdair                      | 992                 | 992                 | Negras                     |
| 2  | Inaccessible Pinnacle - Sgurr Dearg | 986                 | 182                 | Negras                     |
| 3  | Sgurr a' Ghreadaidh                 | 973                 | c. 123              | Negras                     |
| 4  | Sgurr na Banachdich                 | 965                 | c. 114              | Negras                     |
| 5  | Sgurr nan Gillean                   | 964                 | c. 204              | Negras                     |
| 6  | Bruach na Frìthe                    | 958                 | c. 125              | Negras                     |
| 7  | Sgurr Mhic Choinnich                | 948                 | c.56                | Negras                     |
| 8  | Sgurr Dubh Mòr                      | 944                 | c. 89               | Negras                     |
| 9  | Am Basteir                          | 934                 | c. 55               | Negras                     |
| 10 | Bla Bheinn - Blaven                 | 928                 | 301                 | Excéntrico                 |
| 11 | Sgurr nan Eag                       | 924                 | c. 127              | Negras                     |
| 12 | Sgurr a' Mhadaidh                   | 918                 | c. 71               | Negras                     |
| 13 | Garbh-bheinn                        | 808                 | 172                 | Excéntrica (grupo Blaven)  |
| 14 | Glamaig                             | 775                 | c. 480              | Rojas                      |
| 15 | Marsco                              | 736                 | 413                 | Rojas                      |
| 16 | Beinn Dearg Mhòr                    | 731                 | 152                 | Rojas                      |
| 17 | Belig                               | 702                 | 246                 | Excéntricas (grupo Blaven) |